# John Coventry
John Coventry (Southwark, 1735 – 1812) è stato un artigiano inglese.

## Biografia
Costruttore londinese di strumenti scientifici a cavallo fra il XVIII e il XIX secolo. Ideò un particolare tipo di igrometro (a dischi di carta), molto apprezzato da chimici e altri uomini di scienza suoi contemporanei. Mise inoltre a punto scale micrometriche incise su vetro. Partecipò agli esperimenti elettrici condotti da Benjamin Franklin e William Henly.